# Klinkier cementowy

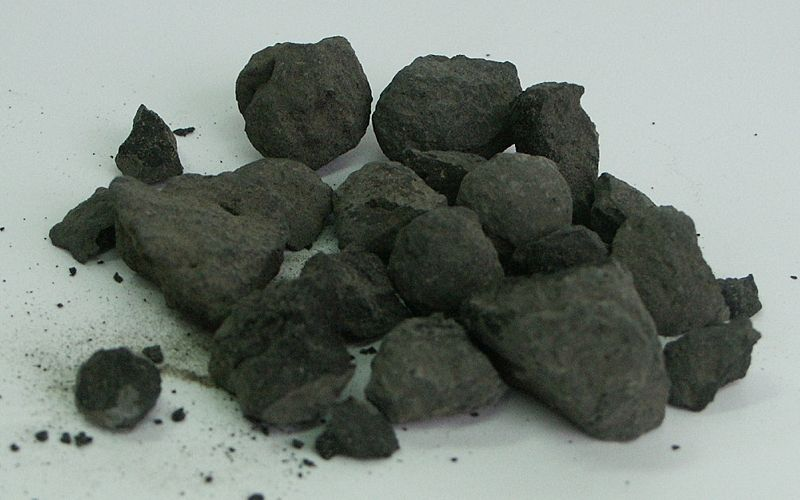

Klinkier cementowy – produkt w postaci grudek otrzymany przez wypalenie w temperaturze spiekania zmielonych i dokładnie wymieszanych surowców, dobranych w odpowiedniej proporcji. Stosowany do produkcji cementu. Rozróżnia się następujące rodzaje klinkierów:
- barowe – uzyskuje się je z surowców zawierających węglany wapnia i baru oraz glinokrzemiany;
- glinowe – uzyskuje się je z boksytów i wapnia lub z boksytów i wapienia;
- portlandzkie – do produkcji cementu portlandzkiego; uzyskuje się je z surowców zawierających głównie węglan wapnia i glinokrzemiany.